# Suore di Nostra Signora del Monte Carmelo (Lussemburgo)

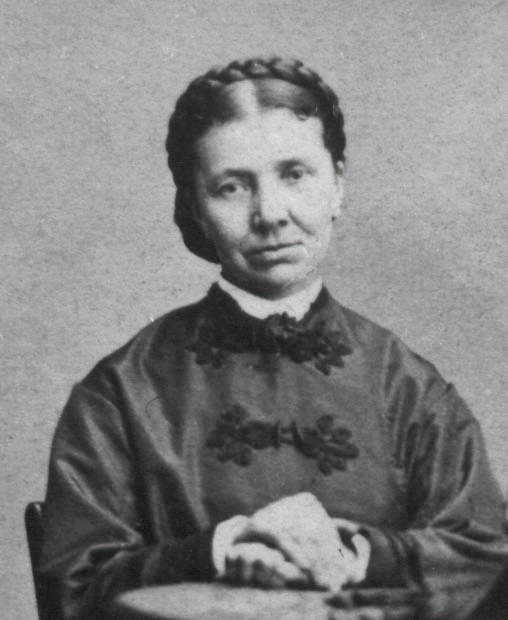
Anna Bové, fondatrice dell'istituto

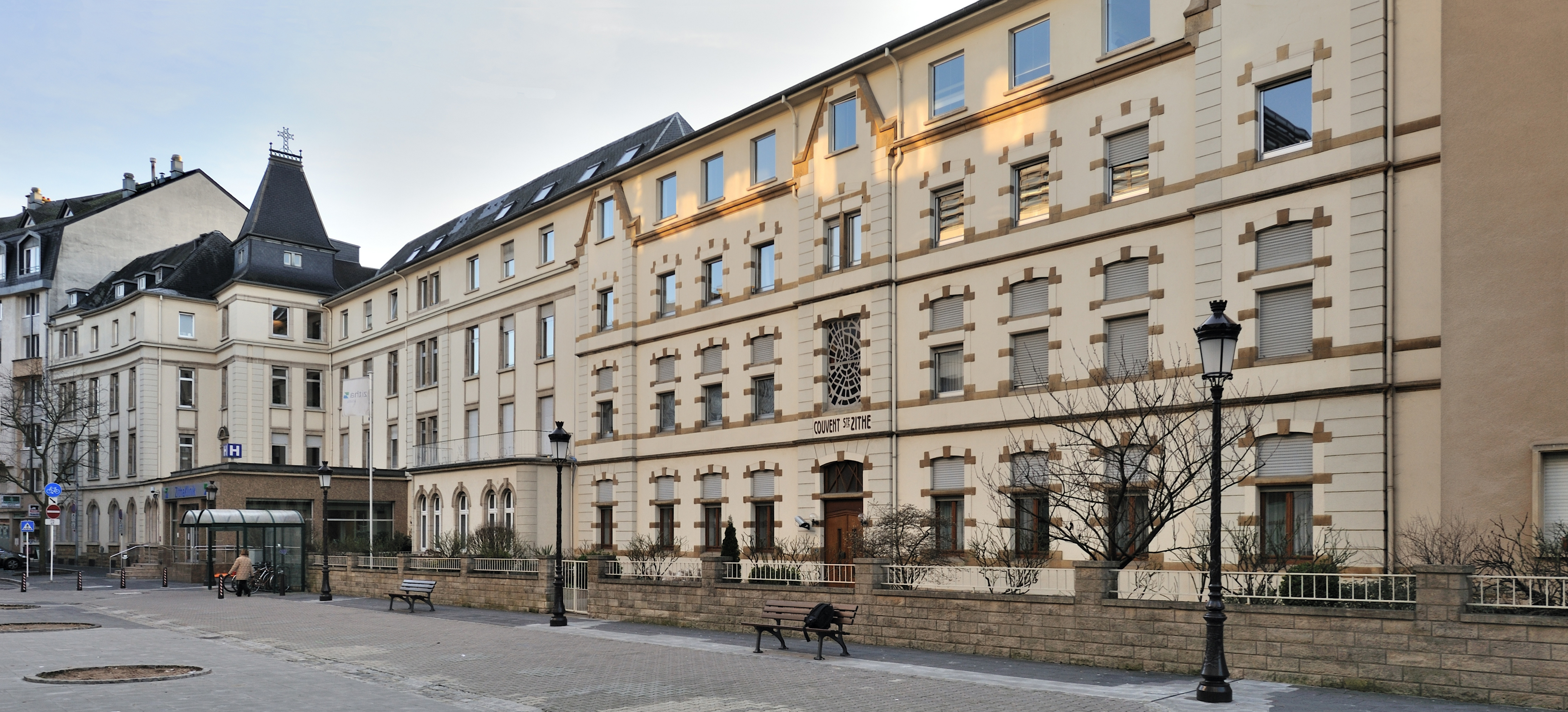
La casa-madre della congregazione

Le Suore di Nostra Signora del Monte Carmelo (in francese Sœurs du Tiers-Ordre Régulier de Notre-Dame du Mont Carmel) sono un istituto religioso femminile di diritto pontificio: le suore di questa congregazione pospongono al loro nome la sigla C.C.T.L.

## Storia
Le origini della congregazione risalgono all'opera, detta delle domestiche cristiane di Santa Zita, iniziata nel 1872 a Lussemburgo dal canonico Nicolas Wies insieme con Anna Bové per l'assistenza morale e materiale alle giovani donne che dalle campagne si trasferivano in città per svolgere servizio domestico presso le case borghesi.
Nikolaus Adames, vescovo di Lussemburgo, approvò l'istituto il 25 marzo 1872 e nuovamente il 2 febbraio 1875, quando Anna Bové e la sua prima compagna, Luzia Margareta Niederprüm, furono rivestite dell'abito religioso nella cattedrale di Notre-Dame.
Nel 1880 le suore adottarono la regola delle maricole di Bruges, legate ai carmelitani scalzi, e nel 1897 scelsero quella delle suore di Santa Maria del Carmelo di Linz.
L'istituto, aggregato all'ordine dei carmelitani scalzi dal 29 gennaio 1886, ricevette il pontificio decreto di lode l'8 gennaio 1955 e le sue costituzioni ottennero l'approvazione definitiva il 30 dicembre 1965.

## Attività e diffusione
All'opera di assistenza alle domestiche, le religiose aggiunsero presto la visita agli ammalati poveri a domicilio, il lavoro nelle cliniche, la formazione delle infermiere e il lavoro nelle missioni (la prima fu fondata nel 1959 in diocesi di Lilongwe).
Oltre che in Lussemburgo, le suore sono presenti in Malawi; la sede generalizia è a Lussemburgo.
Alla fine del 2011 la congregazione contava 94 religiose in 13 case.